# De Hokjesman
De Hokjesman is een Nederlands televisieprogramma van de VPRO van programmamaker Michael Schaap, gepresenteerd door hemzelf, met Jurjen Blick als man achter de schermen. De "hokjesman" is gefascineerd door de heersende hokjesgeest in Nederland versus daarbuiten, terwijl de Nederlandse samenleving verre van homogeen is. Het hoofdthema zijn de subculturen die Nederland rijk is. De programmamaker onderzoekt de leefwereld van degenen die er deel van uitmaken, hoe zij zich verhouden tot andere mensen en wat gangbaar is, waarbij gekeken wordt welke geschreven en ongeschreven wetten, regels, codes en taboes ze kennen, welke kwaliteiten ze hebben in hun omgangsvormen en hoe zij in deze tijd leven en overleven.

Van alle landen en volkeren waar ik kwam, vond ik geen vreemdsoortiger slag dan de Nederlanders. Niet één volk, maar een tombola vol culturen, verenigingen en groepen. Met vreemde stammen en exotische gemeenschappen. Zoals de klassieke volkenkundigen voor mij zoek ik ze op, ontleed ze, meet ze en doorgrond ze.
— Michael Schaap

Begin 2013 werd het eerste seizoen van acht afleveringen uitgezonden; tussen 19 september en 31 oktober 2014 liep het tweede seizoen van zes afleveringen. Na 12 november 2014 zijn alle veertien afleveringen op dvd verkrijgbaar. Schaap gaf aan ook nog afleveringen over een horecafamilie, over de academische wereld, over woonwagenbewoners en eventueel over de culturele elite te willen maken. Op 1 april 2016 ging het derde en laatste seizoen van start met acht afleveringen.

## Afleveringen

### Eerste serie
De eerste serie telt acht afleveringen met de volgende thema's:
1. De Volendammers (10 januari 2013):[5] over hardwerkende mensen met een eigen dorpscultuur, de drang naar het moderne, de sociale controle en de authentieke toeristencultuur.
2. De Molukkers (17 januari 2013):[6] over de woonwijk van Molukkers op het terrein van Kamp Vught, over het Moluks museum te Utrecht, de Satudarah, hun oorsprong van de KNIL en ontheemdheid zonder onthecht te zijn en hun cultuur van samenhorigheid.
3. De Boeren (24 januari 2013):[7] specifiek vooral de boeren op de Veluwe en de Gelderse Vallei, over het geloof waar je niet over moet beginnen maar het gesprek wel op uitkomt, over keten van jongeren, trekkertrek en hoe tegenwoordig het boerenleven beleefd wordt en verdwenen is.
4. De Adel (31 januari 2013):[8] over de snob en de edellieden, de adelsvereniging, het debutantenbal, de Johanniter Orde en ze vinden zich gewoon, al hebben ze door hun achtergrond wel een voorbeeldfunctie met fatsoen en kwaliteit.
5. De Autonomen (7 februari 2013):[9] mensen die zich verzetten tegen bepaalde aspecten van de samenleving waar ze moeite mee hebben, bijvoorbeeld tegen leegstaande panden zoals woonrechtactivisten dat doen. Ze leven in kraakpanden en op de woon- en werkgemeenschap 'de ADM', de vernuftelingen op het terrein en anderen er vlak buiten. Ze zijn autonoom maar hebben met elkaar strenge regels afgesproken. Men werkt wel, maar men leeft niet om te werken en aldaar wordt men doorlopend gedwongen na te denken over de vraag: wat is normaal?
6. De Mariniers (14 februari 2013):[10] gelegerd in hun kazerne op Texel, uitgezonden naar Afrika met daar hun eigen drijvende eiland, trotse mensen die niet lullen maar doen, met een groepsmentaliteit waar men verantwoordelijk voor elkaar is.
7. De Antroposofen (21 februari 2013):[11] met de organische architectuur, zoals in het kenmerkende bouwwerk Goetheanum, de vrije school, Landgoed de Reehorst, de grondlegger van de antroposofie Rudolf Steiner gebaseerd op de filosofieën van Goethe, biologisch-dynamische landbouw, de aarde wordt gezien als levend organisme en meer.
8. De Socialisten (28 februari 2013):[12] men gaat voor gelijkheid, vecht tegen onrecht, een partij voor gewone mensen, kennen een afdrachtregeling waardoor die partij de rijkste van Nederland is, kenmerken zich door samen te doen. Ze hebben een zomerschool, verwacht dat mensen de handen uit de mouwen steken en hebben Jan Marijnissen als voorzitter.

### Tweede serie
De tweede serie telt zes afleveringen met de volgende thema's:
1. De Amelanders (19 september 2014)[13]
2. De Doven (26 september 2014)[14]
3. De Papendallers (10 oktober 2014)[15]
4. De Dierenvrienden (17 oktober 2014)[16]
5. De Katholieken (24 oktober 2014)[17]
6. De Tuindorpers uit Amsterdam-Noord (31 oktober 2014)[18]

### Derde serie
De derde serie telt acht afleveringen met de volgende thema's:
1. De Drenten (1 april 2016)[19]
2. De Geesteszieken (8 april 2016)[20]
3. De Professoren (22 april 2016)[21]
4. De Hindostanen (29 april 2016)[22]
5. De Lesbiennes (6 mei 2016)[23]
6. De Reizigers (13 mei 2016)[24]
7. De Duurzamen (20 mei 2016)[25]
8. De Rotterdammers (27 mei 2016)[26]